# Кушбар
Кушбар — кутан в Хасавюртовском районе Дагестан Россия.

## География
Расположено в 30 км к северо-востоку от райцентра г. Хасавюрт, на берегу канала «Кушбар» (откуда и название).

## История
Жители села переселены в 1957 году из Чечни, после возвращение чеченцев из ссылки, куда были депортированы в 1944 году.